# Orexine

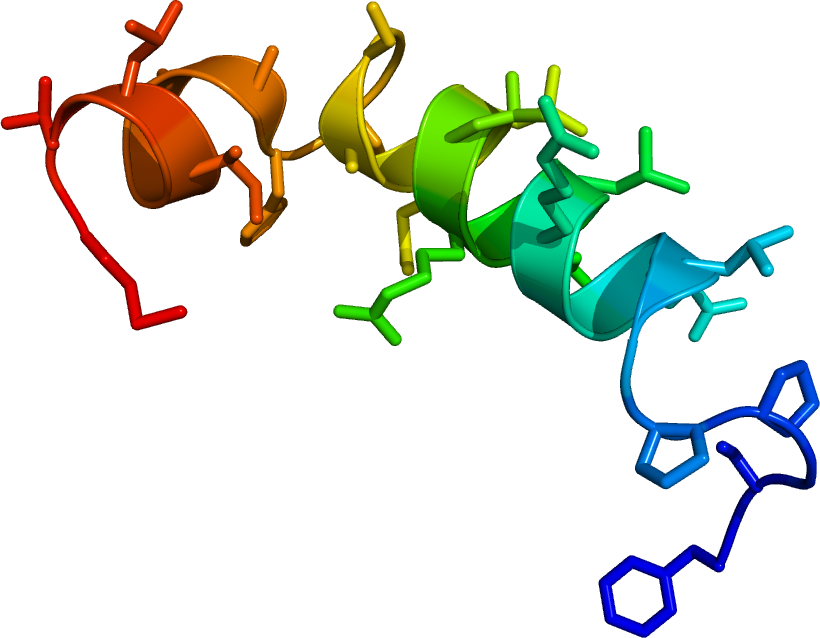
Structure RMN en phase aqueuse de l'orexine B basée sur les coordonnées PDB 1CQ0. Créée à l'aide de PyMol sur la base de la structure cristallographique 1CQ0.

Les orexines ou hypocrétines sont des neurotransmetteurs excitateurs polypeptidiques de trente acides aminés synthétisés par une population de neurones anatomiquement restreinte (environ 70 000). Les neurones orexinergiques sont localisés dans l'hypothalamus latéral et dorso-médian ainsi que dans l'aire péri-fornicale. Elles stimulent l'appétit et l'état d'éveil et des dysfonctionnements de ce système physiologique sont suspectées d'être impliquées dans la narcolepsie ainsi que dans l'addiction.
Les neurones à orexines seraient inhibés par le glucose alimentaire, ce qui pourrait expliquer l'envie de faire la sieste après le repas.
Le nom d'hypocrétine vient de la combinaison de hypothalamus, lieu de sa synthèse, et sécrétine, molécule proche dans sa structure.
Les récepteurs des orexines sont des récepteurs couplés aux protéines G de type Gq/11. Le récepteur OX2R a une forte affinité pour l'orexine B tandis que le récepteur OX1R a une affinité similaire pour l'orexine A et l'orexine B.

## Intérêt médical
Le suvorexant, le lemborexant, et le daridorexant, sont des inhibiteurs des récepteurs à l'orexine. Les études ont montrés que ces molécules diminuent la latence d'endormissement (LPS) et l'éveil intra-sommeil (WASO). Elles sont donc proposées comme traitements médicamenteux des insomnies. Au prix, parfois, de certains effets indésirables, notamment des céphalées, de la somnolence, des sensations vertigineuses, des nausées, une asthénie (fatigue).